# Pierre Geneste
Pierre de Geneste ou Pierre Geneste est un homme de robe français élu maire de Bordeaux de mai 1559 à 1561.

## Biographie
Pierre Geneste est un fils de Catherine de Vacquey et d'un autre Pierre issu de la petite bourgeoisie tulloise, seigneur de Favars et de Saint-Avit, gouverneur de Tulle en 1495, lieutenant général de la sénéchaussée de Guyenne en 1512.
Lui porte le titre de seigneur de Favars, et suit une carrière de magistrat : conseiller notaire et secrétaire du roi, audiencier en la chancellerie près le Parlement de Bordeaux en 1554. Il épouse Marguerite de La Jugie-Puydeval, dont postérité.
Il est (avec le conseiller au Parlement Jean de Lange) député de Bordeaux pour le tiers état aux États généraux d'Orléans de 1560.
Il est élu maire de Bordeaux par les six jurats qui composent la Jurade de Bordeaux (deux nobles, deux bourgeois, deux robines — avocats ou magistrats sous l'Ancien Régime) en mai 1559.
Il meurt en 1570.